# Iver Vind
 Ikke at forveksle med Ivar Vind.
Iver Vind (født 1. juni 1590 i Roskilde, død 17. februar 1658) var en dansk rigsråd. Han var søn af Jakob Vind til Grundet og Else Jørgensdatter Høg. 
Vind gik først i skole i sin hjemstavn, kom derpå 1601 til Sorø Skole, rejste 1607 til Tyskland, Schweiz, Frankrig og Holland og efter et kort ophold hjemme atter 1610 til Frankrig. 1612 blev han ansat i Kancelliet og fik 1614 et kanonikat i Ribe. Han benyttedes i den følgende tid til mange sendelser: 1613 til Brandenborg og Wolfenbüttel, 1614-15 til Rusland frem og tilbage over Archangelsk, 1617 med hertug Frederik (III) til Bremen og Verden og 1620 til Meklenborg; 1616 og 1619 var han til Herredage i Norge, i 1619 fulgte han tillige Christian IV til hans Møde med Gustav Adolf i Halmstad, 1620 var han til Landdag i Flensborg. 
1621 opgav han foreløbig tjenesten i Kancelliet og ægtede 17. juni s. A. i Odense Helvig Nielsdatter Skinkel. 1624 var han til hertug Ulriks ligbegængelse i Bützow, men levede ellers mest på sin fædrenegaard Grundet og i Ribe. 1626 blev han øverste sekretær i Kancelliet, og han arbejdede flittigt; han fik ogsaa s. A. et kanonikat i Aarhus og 1631 kantoriet ved Viborg Domkapitel og forlenedes 1629 med Lister i Norge, hvilket Len han 1637 ombyttede med Lundenæs. 1629 fulgte han Christian IV til Mødet med Gustav Adolf i Ulfsbæk og var 1635 og 1641 med ham til Herredage i Norge. 
Vind sendtes flere Gange til Landdage i Hertugdømmerne og 1638 som gesandt til hertugerne af Gottorp og Sachsen-Lauenborg, ligesom til den svenske Gesandt Salvius i Hamborg. Baade 1635 og 1640-41 forhandlede han paa kongens vegne med Kristine Munk og hendes moder Ellen Marsvin. 1644 ledsagede han Kongen og var med i slagene ved Lister-Dyb og på Kolberger Heide; om Efteraaret fulgte han ham til Skaane. I Dec. s. A. blev han Medlem af Rigsraadet og fik saa 1645 Dalum Len i Stedet for Lundenæs. Han sluttede sig øjensynlig nær til Kongen; saaledes var han for Flaadens Udsendelse til de norske Farvande, imod hvad Flertallet af hans Raadsfæller ønskede, og Rigsmarsken Anders Bille saa i ham en Modstander, da han 1645 havde sin Strid med Kongen, og beskyldte ham for at have sat ondt for sig hos Kongen. 
1646 fulgte han Christian IV til Herredag i Christiania. Her var han ogsaa til Frederik III’s Hylding 1648; s. A. blev han Ridder. I den følgende Tid spillede han næppe nogen videre Rolle. Dog overdroges det ham efter Bestemmelserne paa Odensemødet i februar 1657 at modtage sammen med Mogens Høg Bevillingerne fra Jylland og Fyn. I Jan. 1658 opholdt han sig i Odense og kom derved til at dele flere andre Rigsraaders Skæbne, at blive tagen til fange af Svenskekongen Carl Gustav. Men kort efter døde han. Hans hustru overlevede ham til 28. Juni 1667. Grundet havde han solgt 1624, men købte senere flere jyske herregårde, således 1627 Torpegård, 1631 Nørholm, hvor han opførte en ny hovedgård, og 1647 Agerkrog.